# Saben Lee
Saben Anthonia Lee (Saint Louis, 23 giugno 1999) è un cestista statunitense, di ruolo playmaker.

## Carriera

### High school
Lee è cresciuto a Phoenix, in Arizona, e ha frequentato la Corona del Sol High School di Tempe, in Arizona. Ha giocato nella squadra delle matricole. Da junior, Lee è stato nominato All-State First Team dopo aver segnato una media di 18 punti, cinque rimbalzi e tre assist a partita. Lee ha scelto di giocare a basket per Vanderbilt dopo il suo anno da junior rispetto alle offerte di Louisville, Stanford, Florida State e Nebraska. È stato nuovamente inserito nell'All-State First Team da senior.

### College
Da matricola per Vanderbilt ha ottenuto una media di 10,6 punti, 3,1 assist e 1,2 palle rubate a partita. Al secondo anno ha fatto registrare una media di 12,7 punti, 3,3 rimbalzi, 3,8 assist e 1,0 palle rubate a partita. Da junior ha messo a referto una media di 18,6 punti, 3,5 rimbalzi, 4,2 assist e 1,5 palle recuperate a partita ed è stato inserito nel'All-SEC Second Team dall'Associated Press. Alla fine della stagione regolare ha dichiarato la sua eleggibilità per il Draft NBA 2020.

### NBA

#### Detroit Pistons (2020-)
Il 18 novembre 2020, al Draft NBA 2020, viene scelto con la 38ª scelta assoluta dagli Utah Jazz, che lo cederanno poi ai Detroit Pistons.

## Statistiche

### NCAA
| Anno      | Squadra          | PG | PT | MP   | TC%  | 3P%  | TL%  | RP  | AP  | PRP | SP  | PP   |
| --------- | ---------------- | -- | -- | ---- | ---- | ---- | ---- | --- | --- | --- | --- | ---- |
| 2017-2018 | Vand. Commodores | 32 | 29 | 26,8 | 46,2 | 30,7 | 72,6 | 3,0 | 3,1 | 1,2 | 0,2 | 10,6 |
| 2018-2019 | Vand. Commodores | 32 | 32 | 32,6 | 46,0 | 36,2 | 67,5 | 3,3 | 3,8 | 1,0 | 0,2 | 12,7 |
| 2019-2020 | Vand. Commodores | 32 | 17 | 32,9 | 48,3 | 32,2 | 75,2 | 3,5 | 4,2 | 1,5 | 0,3 | 18,6 |
| Carriera  | Carriera         | 96 | 78 | 30,7 | 47,1 | 32,8 | 71,8 | 3,3 | 3,7 | 1,3 | 0,2 | 13,9 |

#### Massimi in carriera
- Massimo di punti: 38 vs Alabama (3 marzo 2020)[1]
- Massimo di rimbalzi: 9 (2 volte)
- Massimo di assist: 9 (2 volte)
- Massimo di palle rubate: 6 vs Mississippi State (8 febbraio 2020)
- Massimo di stoppate: 2 (2 volte)
- Massimo di minuti giocati: 42 vs Tennessee (23 gennaio 2019)

### NBA

#### Regular Season
| Anno      | Squadra            | PG  | PT | MP   | TC%  | 3P%  | TL%  | RP  | AP  | PRP | SP  | PP  |
| --------- | ------------------ | --- | -- | ---- | ---- | ---- | ---- | --- | --- | --- | --- | --- |
| 2020-2021 | Detroit Pistons    | 48  | 7  | 16,3 | 47,1 | 34,8 | 68,5 | 2,0 | 3,6 | 0,7 | 0,3 | 5,6 |
| 2021-2022 | Detroit Pistons    | 37  | 0  | 16,3 | 39,0 | 23,3 | 78,9 | 2,4 | 2,9 | 1,0 | 0,3 | 5,6 |
| 2022-2023 | Philadelphia 76ers | 2   | 0  | 5,1  | 75,0 | 0,0  | -    | 0,0 | 1,0 | 0,5 | 0,0 | 3,0 |
| 2022-2023 | Phoenix Suns       | 23  | 1  | 15,8 | 39,3 | 37,9 | 73,7 | 2,0 | 2,8 | 0,8 | 0,0 | 6,3 |
| 2023-2024 | Phoenix Suns       | 24  | 0  | 7,7  | 36,4 | 12,5 | 74,4 | 1,3 | 1,3 | 0,3 | 0,1 | 3,0 |
| Carriera  | Carriera           | 134 | 8  | 14,5 | 42,1 | 27,1 | 73,4 | 1,9 | 2,8 | 0,7 | 0,2 | 5,2 |

#### Massimi in carriera
- Massimo di punti: 25 vs Los Angeles Clippers (9 aprile 2023)[2]
- Massimo di rimbalzi: 9 vs Golden State Warriors (18 gennaio 2022)
- Massimo di assist: 12 vs Oklahoma City Thunder (1º aprile 2022)
- Massimo di palle rubate: 4 vs Milwaukee Bucks (24 novembre 2021)
- Massimo di stoppate: 2 (2 volte)
- Massimo di minuti giocati: 44 vs Los Angeles Clippers (9 aprile 2023)

### G League
| Anno      | Squadra           | PG | PT | MP   | TC%  | 3P%  | TL%  | RP  | AP  | PRP | SP  | PP   |
| --------- | ----------------- | -- | -- | ---- | ---- | ---- | ---- | --- | --- | --- | --- | ---- |
| 2021-2022 | Motor City Cruise | 26 | 26 | 37,5 | 47,4 | 34,5 | 77,0 | 5,2 | 7,2 | 2,3 | 0,6 | 25,8 |
| 2022-2023 | Del. Blue Coats   | 8  | 8  | 34,5 | 51,7 | 40,6 | 74,5 | 5,5 | 6,9 | 0,9 | 0,4 | 24,6 |
| 2022-2023 | Raptors 905       | 12 | 12 | 34,5 | 51,9 | 24,3 | 71,4 | 3,9 | 6,9 | 2,3 | 0,8 | 19,6 |
| Carriera  | Carriera          | 46 | 46 | 36,2 | 49,1 | 33,8 | 75,2 | 4,9 | 7,1 | 2,0 | 0,6 | 24,0 |

### Eurolega
| Anno      | Squadra          | PG | PT | MP   | TC%  | 3P%  | TL%  | RP  | AP  | PRP | SP  | PP   |
| --------- | ---------------- | -- | -- | ---- | ---- | ---- | ---- | --- | --- | --- | --- | ---- |
| 2024-2025 | Maccabi Tel Aviv | 8  | 1  | 19,4 | 42,6 | 31,6 | 76,0 | 2,1 | 2,5 | 1,2 | 0,0 | 12,0 |
| 2024-2025 | Olympiakos       | 13 | 1  | 16,3 | 57,1 | 25,0 | 66,7 | 1,9 | 2,0 | 0,7 | 0,2 | 4,5  |
| Carriera  | Carriera         | 21 | 2  | 17,5 | 47,9 | 29,0 | 73,0 | 2,0 | 2,2 | 0,9 | 0,1 | 7,4  |

## Palmarès

### Squadra
- Campionato greco: 1

Olympiakos: 2024-2025

### Individuale

#### NCAA
- All-SEC Second Team